# Gran provincia ígnea del Caribe

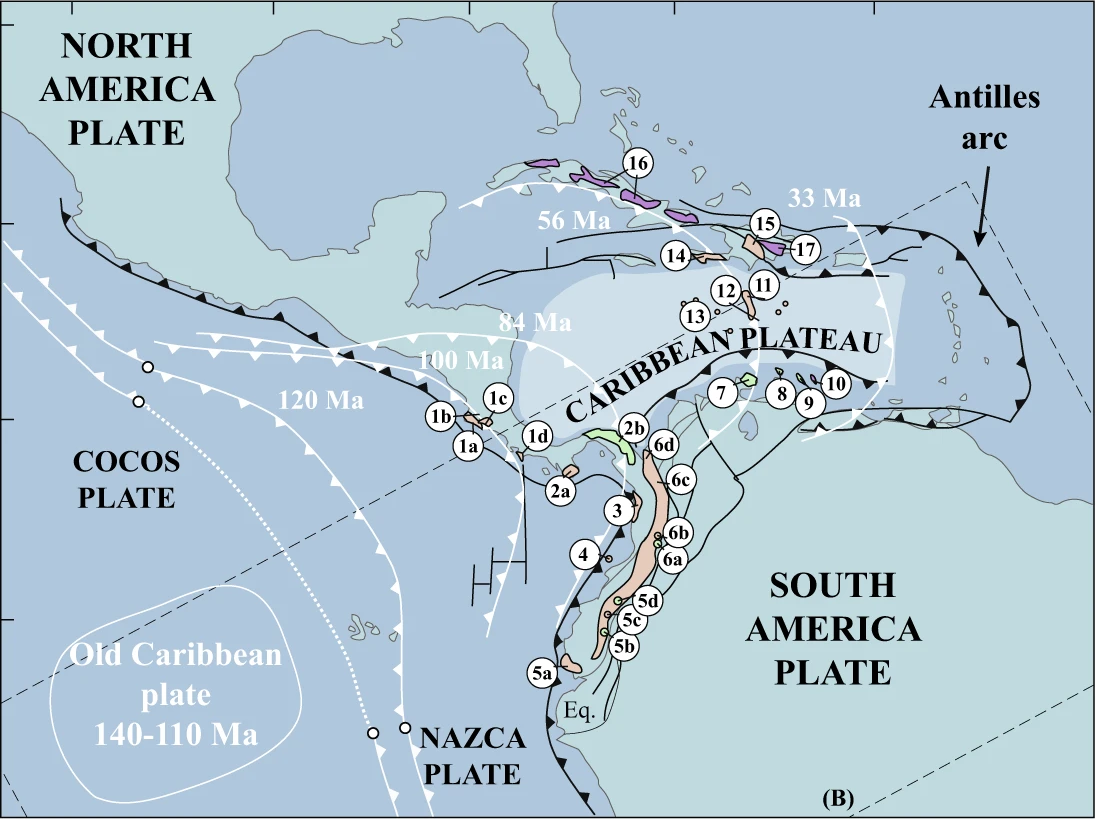
Posición real y reconstruida de la meseta caribeña.

La gran provincia ígnea del Caribe o provincia ígnea Cretácica Caribeño-Colombiana es una gran provincia ígnea que consiste en un trap o meseta de basalto y otras rocas ígneas asociadas al mismo evento de magmatismo. Los niveles más profundos de la meseta se encuentran expuestos en sus márgenes en las placas de norteamericana y sudamericana. El vulcanismo que originó el trap tuvo lugar entre 139 y 69 millones de años, y la mayor actividad volcánica se ha datado entre 95 y 88 Ma. El volumen de la meseta se ha estimado en el orden de los 4 000 000 km³. Se ha asociado al punto caliente de Galápagos.